# Mai Nakačiová
Mai Nakačiová (japonsky 中地 舞, * 16. prosince 1980 Čiba) je bývalá japonská fotbalistka.

## Reprezentační kariéra
Za japonskou reprezentaci v letech 1997 až 2008 odehrála 30 reprezentačních utkání. Byla členkou japonské reprezentace i na Mistrovství světa ve fotbale žen 1999 a 2003.

## Statistiky
| Japonsko | Japonsko | Japonsko |
| Roky     | Záp.     | Góly     |
| -------- | -------- | -------- |
| 1997     | 2        | 0        |
| 1998     | 5        | 0        |
| 1999     | 3        | 0        |
| 2000     | 1        | 0        |
| 2001     | 8        | 0        |
| 2002     | 5        | 0        |
| 2003     | 5        | 0        |
| 2004     | 0        | 0        |
| 2005     | 0        | 0        |
| 2006     | 0        | 0        |
| 2007     | 0        | 0        |
| 2008     | 1        | 0        |
| Celkem   | 30       | 0        |

## Úspěchy

### Reprezentační
- Mistrovství Asie:  2001;  1997